# Johannes Dürrner
Ruprecht Johannes Julius Dürrner, född 15 juli 1810 i Ansbach, död 10 juni 1859 i Edinburgh, var en tysk tonsättare. 
Dürrner var elev till Felix Mendelssohn och Moritz Hauptmann i Leipzig. Han var verksam som dirigent och lärare i Edinburgh och var en omtyckt kompositör av blandade körer och manskörer (de senare utgav samlade 1890).